# Brachystegia cynometroides
Brachystegia cynometroides  es una especie de árbol perteneciente a la familia de las fabáceas.  Forma una parte importante de los bosques de miombo. Esta  especie  se encuentra en África tropical.

## Descripción
Es un árbol que alcanza un tamaño de 35 (-50) m de altura; con el tronco corto, deforme, tortuoso o sinuoso de 10-15 m de largo y 2 m de diámetro; la copa extendida, abierta o suelta; apuntalada.

## Ecología
Se encuentra en la selva tropical; abundante en gradas; bosques ribereños en el borde de los manglares; a una altitud de 1-200 metros.

## Distribución
Se distribuye por Camerún.

## Taxonomía
Brachystegia cynometroides fue descrita por Hermann Harms y publicado en Botanische Jahrbücher für Systematik, Pflanzengeschichte und Pflanzengeographie 26: 267. 1899.